# Hiéroglyphe égyptien A15
Le hiéroglyphe  égyptien A15 (homme tombant) est classifié dans la section A « L'Homme et ses occupations » de la liste de Gardiner ; il y est noté A15.

## Représentation
Il représente un homme tombant à plat, les bras replié à l'avant, il est orienté à 90° ou parfois 45° et est translittéré ḫr ou ḫrw.

## Utilisation
| x · r | A15 |

| x · r | A15 |

| x · r | w | A15 |

| x · r | w | A15 |

C'est donc un déterminatif de leurs termes, dérivé.

## Exemples de mots
| X · t | b | A15 · D40 |

| X · t | b | A15 · D40 |

| x · r | w | A15 · N23 · Z1 | Z2 |

| x · r | w | A15 · N23 · Z1 | Z2 |

| g | b | g | b | i | i | t · A15 |

| g | b | g | b | i | i | t · A15 |